# Чоннам Дрэгонз
«Чоннам Дрэгонз» — южнокорейский футбольный клуб из города Кванъян. Образован в 1995 году. Домашние матчи проводит на арене «Кванъян Футбол Стэдиум», вмещающей 14 284 зрителя. В настоящий момент выступает в Кей-лиге 2, втором по значимости футбольном турнире Южной Кореи. Главным достижением команды является выход в финал Кубка обладателей кубков Азии в 1999 году.

## Достижения
- Чемпионат Республики Корея:
  - Вице-чемпион (1): 1997.
- Кубок Республики Корея:
  - Обладатель (4): 1997, 2006, 2007, 2021.
  - Финалист (1): 2003.
- Кубок корейской лиги:
  - Финалист (3): 1997, 2000, 2008.
- Кубок обладателей кубков Азии:
  - Финалист (1): 1999.

## Тренеры
- Хо Джон Му (1996—1998, 2004—2007)
- Пак Хан Со (2007—2010)
- Юн Док Ё (2012, и. о.)
- Ха Сок Чу (2012—2014)
- Ю Сан Чхоль (2017—2018)